# Métallure de Thérèse
Metallura theresiae
Espèce
Statut de conservation UICN

 LC  : Préoccupation mineure
Statut CITES
La Métallure de Thérèse, Metallura theresiae, est une espèce de colibris de la sous-famille des Lesbiinae et de la tribu des Lesbiini.

## Distribution
La Métallure de Thérèse est endémique au Pérou.

Carte de répartition de l'espèce

## Référence
(en) « Neotropical Birds Online », Cornell Lab of Ornithology, 4 octobre 2011